# Abschnittsbefestigung Roßbach II
Die Abschnittsbefestigung Roßbach II ist eine abgegangene mittelalterliche Abschnittsbefestigung 780 m südsüdöstlich der Kirche St. Mariä Verkündigung der niederbayerischen Gemeinde Roßbach im Landkreis Rottal-Inn. Die Anlage wird als Bodendenkmal unter der Aktennummer D-2-7443-0063 mit der Beschreibung „Burgstall des Mittelalters“ geführt.

## Beschreibung
Die Abschnittsbefestigung Roßbach II wird wahlweise als ebenerdiger Ansitz, Wallburg oder Burgstall bezeichnet. Sie liegt in einem Waldgebiet ca. 200 m entfernt von dem und 43 m über dem westlich vorbeifließenden Luderbach, einem rechten Zufluss zum Kollbach. Auf dem Urkataster von Bayern ist der viereckige Wall gut erkennbar. Heute befindet sich hier noch ein bogenförmiger Wall mit einem vorgelegten, weitgehend eingeebneten Graben. Er erstreckt sich auf einer Länge von 50 m (in Nord-Süd-Richtung) und einer Breite von 32 m (in Ost-West-Richtung) und schneidet das rückwärts liegende, leicht ansteigende Gelände von der Hangnase ab. Der Innenraum ist nach Osten um ca. 2 m geneigt. Vom Innenraum bis zur Wallkrone steigt der Wall um bis zu 2 m an, um dann bis zur Grabensohle  um 3,8 m abzufallen. Im Süden des Walls ist er für den Bau eines Jagdhauses stellenweise eingeebnet. An der Abtragungskante ist der Aufbau aus ungeschichtetem lehmigem Kies erkennbar. Im Süden ist das im Hang auslaufende Grabenstück noch deutlich zu erkennen.